# Pohorje
Le Pohorje (en allemand : Bachergebirge) est un massif  des Préalpes orientales méridionales. Il s'élève en Slovénie, dans la région historique de Basse-Styrie.
Ce paysage de moyenne montagne est traditionnellement compris dans les Alpes juliennes. Selon la classification orographique des Alpes orientales développée par les clubs alpins allemand, autrichien et sud-tyrolien (Alpenvereinseinteilung der Ostalpen, AVE), il forme un ensemble commun avec le massif des Karavanke au nord-ouest.
Le Črni vrh est le point culminant du massif.

## Géographie

### Situation

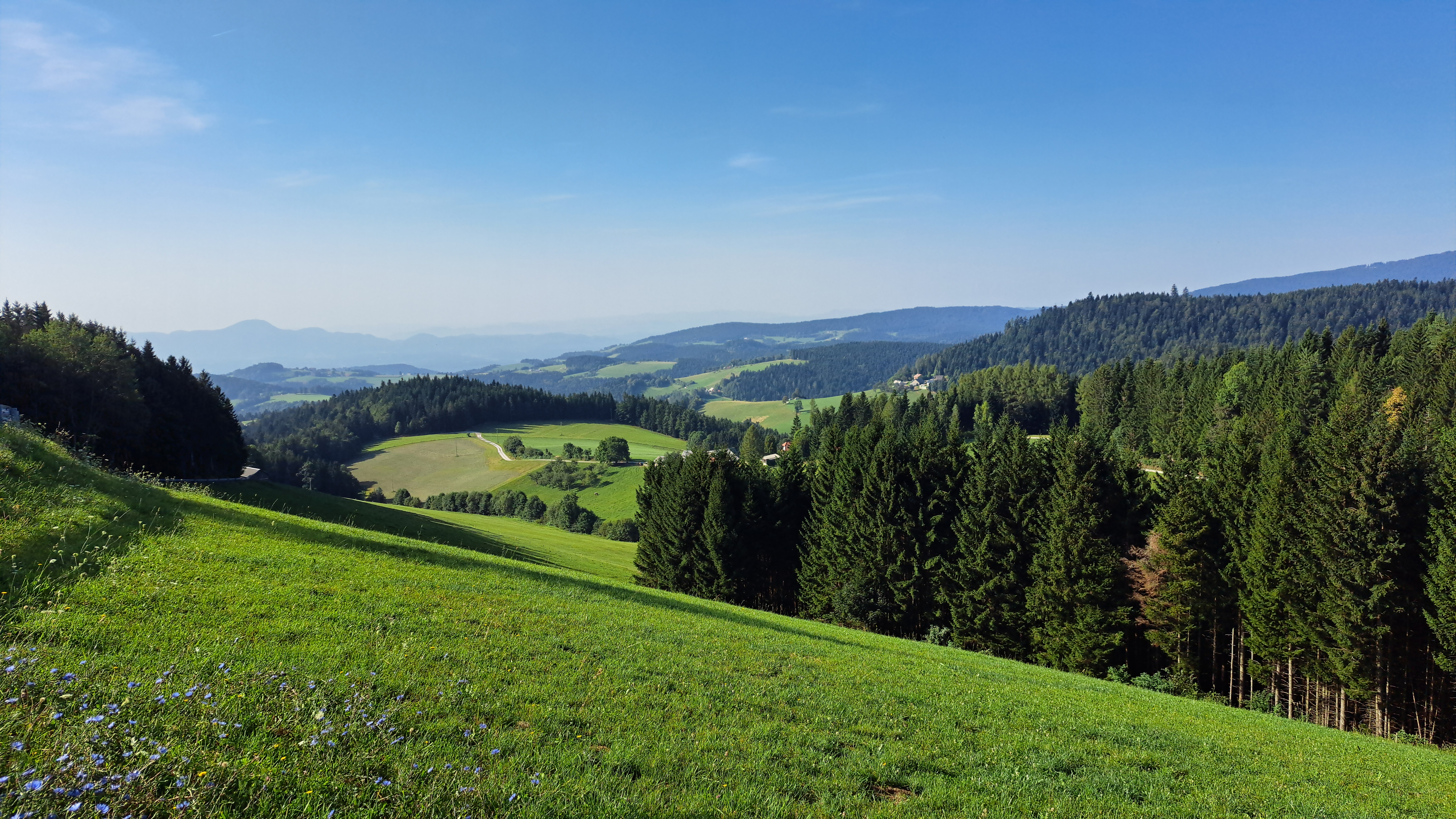
Vue du Pohorje près de Maribor.

Le massif densément boisé s'étend au sud de la vallée de la Drave. La crête principale, de 50 kilomètres de long, s'étend entre Dravograd à l'ouest et Maribor à l'est. Au sud, le cours de la Dravinja forme la limite.
Il est entouré des Alpes de Lavanttal au nord, des Karavanke au nord-ouest et des Alpes kamniques au sud-ouest.

### Sommets principaux

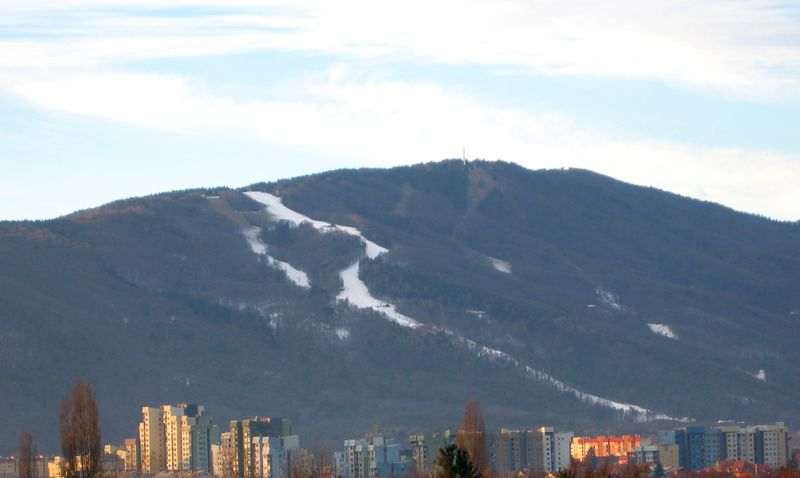
Vue du massif du Pohorje

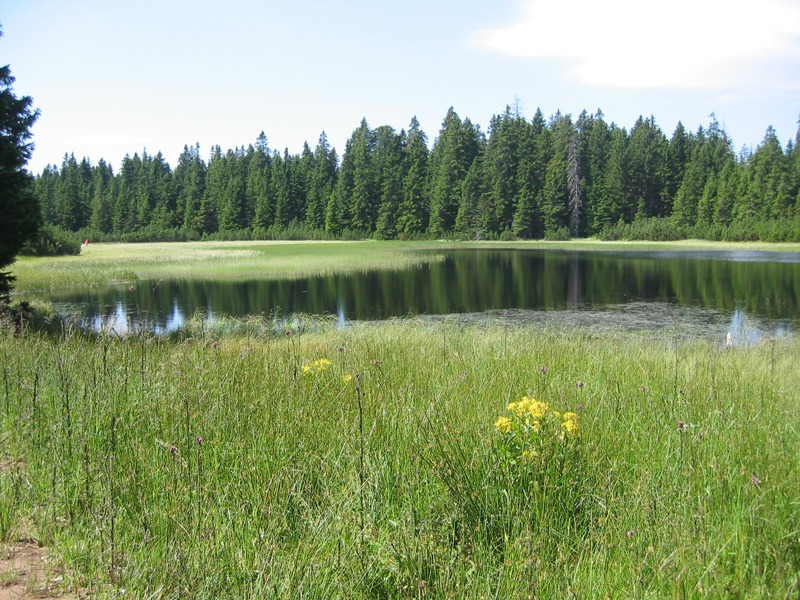
Le lac Noir, un des nombreux lacs du massif

- Črni vrh, 1 543 m
- Velika Kopa, 1 542 m
- Jezerski vrh, 1 537 m
- Mali Črni vrh, 1 533 m
- Mulejev vrh, 1 533 m
- Vrh Lovrenških jezer, 1 527 m
- Mala Kopa, 1 524 m
- Rogla, 1 517 m

## Géologie
Le massif est constitué de roches métamorphiques : gneiss et granite ; il est ainsi considéré, au sens géologique, comme une partie des Alpes orientales centrales. Pourtant, les forêts qui recouvrent entièrement les hauteurs lui donnent des airs de moyenne montagne.

## Activités

### Stations de sports d'hiver
- Maribor

### Agriculture
La vigne est cultivée sur les pentes du massif et donne un des meilleurs vins de la Styrie.